# Agneta Mårtensson
Ulla Agneta Linnéa Mårtensson, nach Heirat Agneta Baron (* 31. Juli 1961 in Längbro, Örebro län), ist eine ehemalige schwedische Schwimmerin. Sie gewann bei Olympischen Spielen eine Silbermedaille.

## Sportliche Karriere
Die 1,73 Meter große Agneta Mårtensson schwamm für Karlslunds IF und für Simklubben Korrugal. Sie heiratete den Schwimmer Bengt Baron, die Ehe wurde später wieder geschieden.
Bei den Weltmeisterschaften 1978 in West-Berlin trat Mårtensson auf beiden Schmetterlingsdistanzen an, schied aber jeweils im Vorlauf aus. Die schwedische 4-mal-100-Meter-Lagenstaffel mit Tina Gustafsson, Eva-Marie Håkansson, Agneta Mårtensson und Birgitta Jönsson erreichte das Finale und belegte den siebten Platz.
Zwei Jahre später bei den Olympischen Spielen 1980 in Moskau belegten Annika Uvehall, Eva-Marie Håkansson, Agneta Mårtensson und Tina Gustafsson den vierten Platz in der Lagenstaffel, wobei sie über drei Sekunden Rückstand auf das drittplatzierte Quartett aus der Sowjetunion hatten. Über 200 Meter Schmetterling wurde Mårtensson Siebte. Drei Tage später schlug sie als Sechste über 100 Meter Schmetterling an. Zum Abschluss der Schwimmwettbewerbe erreichten Carina Ljungdahl, Birgitta Jönsson, Helena Peterson und Tina Gustafsson das Finale in der 4-mal-100-Meter-Freistilstaffel mit der drittschnellsten Zeit. Im Endlauf waren Ljungdahl, Gustafsson, Mårtensson und Agneta Eriksson über drei Sekunden schneller als die Vorlaufstaffel. Über sechs Sekunden hinter der DDR-Staffel aber eine halbe Sekunde vor den Niederländerinnen erschwammen die Schwedinnen den zweiten Platz. Nach den bis 1980 gültigen Regeln erhielten nur die im Finale eingesetzten Schwimmerinnen auch eine Medaille.
Vier Jahre später nahm Agneta Mårtensson auch bei den Olympischen Spielen 1984 in Los Angeles am Wettbewerb über 100 Meter Schmetterling teil, verfehlte das B-Finale aber um knapp eine halbe Sekunde und belegte den 17. Platz in der Gesamtwertung.